# Hudești
Hudești est une commune de Moldavie roumaine, dans le județ de Botoșani. Cette ville est jumelée avec Capdenac-Gare en France depuis 1993[source insuffisante].

## Personnalités
Camelia Macoviciuc-Mihalcea (1968-), championne olympique d'aviron.